# Retrato de Federico II Gonzaga
Este retrato de Federico II Gonzaga fue pintado por Tiziano en 1529.

## Descripción
Federico II Gonzaga viste jubón de terciopelo azul, con bordados dorados, y de su cuello cuelga un rosario de oro y lapislázuli. Mientras su mano izquierda reposa en una espada, con la derecha acaricia un perrito. Tanto la inclusión del pequeño animal (más acorde con los retratos femeninos, reservando para las iconografías masculinas a perros de mayor tamaño, de caza habitualmente) así como el rosario, obedecen a la intención expresa del pintor de dulcificar la imagen de Federico II Gonzaga. Este había sido conocido en todas las cortes europeas por su pasado disoluto. El retrato encargado a Tiziano debía mostrar a un Federico aristocrático, piadoso y afable. Esta y otras maniobras conseguirían la boda de Federico, en 1531 con Margarita Paleólogo, futura marquesa de Monferrato.
Es esta otra notable muestra de la capacidad de Tiziano para satisfacer los deseos de su clientela, sin traicionar en ningún momento al realismo, pero combinándolo de forma magistral con un cuidadoso idealismo. El pintor ha elegido una pose de tres cuartos, al igual que ya hiciera en el retrato del tío de Federico, Alfonso d'Este, pintado pocos años antes.
En 1627 el retrato fue adquirido por Carlos I, en cuya almoneda lo adquirió el marqués de Leganés. A su muerte, en 1655 acabó en manos de Felipe IV. Ingresó en el Museo del Prado en 1821.